# Chionomys
A Chionomys az emlősök (Mammalia) osztályának rágcsálók (Rodentia) rendjébe, ezen belül a hörcsögfélék (Cricetidae) családjába tartozó nem.

## Rendszerezés
A nembe az alábbi 3 faj tartozik:
- Chionomys gud Satunin, 1909
- havasi pocok (Chionomys nivalis) Martins, 1842 – típusfaj
- Chionomys roberti Thomas, 1906